# Genzo le marionnettiste
Genzo le marionnettiste (幻蔵人形鬼話, Genzō Hitogata Kiwa) est un manga écrit et dessiné par Yūzō Takada, et publié en France chez Pika Édition.

## Résumé
L'histoire se déroule dans le Japon médiéval (fin du XVIe siècle). Genzo est un marionnettiste exceptionnel, pouvant reproduire des répliques de personnes et les manipuler avec une grande dextérité pour berner ses ennemis. C'est un héros schizophrène fasciné par la mort, à la limite de la nécrophilie. Il a vu sa jeune épouse mourir dans des conditions horribles et essaye depuis de reprendre goût à la vie en résolvant les problèmes des autres...
Il est accompagné dans ses aventures par Kikuhime (princesse « chef du clan des Nagashima »), une guerrière qui tente à plusieurs reprises de le séduire (ce qui devient la source de nombreux gags), et Otsuru, une jeune sauvageonne.
Chaque tome est composé de plusieurs histoires prenant place dans le Japon ancien.

### Documentation
- Kara, « Cousu de fils jaunes », BoDoï, no 44,‎ août-septembre 2001, p. 104.
- Philippe Karakasyan, « Tu seras un homme, mon fil », BoDoï, no 67,‎ octobre 2003, p. 19.